# Элеонора Австрийская (1534—1594)
Элеоно́ра Австри́йская (нем. Eleonore von Österreich, итал. Eleonora d'Austria; 2 ноября 1534, Вена, эрцгерцогство Австрийское — 5 августа 1594, Мантуя, герцогство Мантуанское) — немецкая принцесса из дома Габсбургов, эрцгерцогиня Австрийская, дочь  Фердинанда I, императора Священной Римской империи; в замужестве — герцогиня Мантуанская и Монферратская.
Желанию принять постриг и стать монахиней помешала воля отца, который выдал её замуж. Вела благочестивую жизнь в миру. Основала многочисленные благотворительные учреждения, построила и восстановила несколько церквей и монастырей. Покровительствовала иезуитам, которым помогла вернуться в Мантуанское герцогство.

## Биография

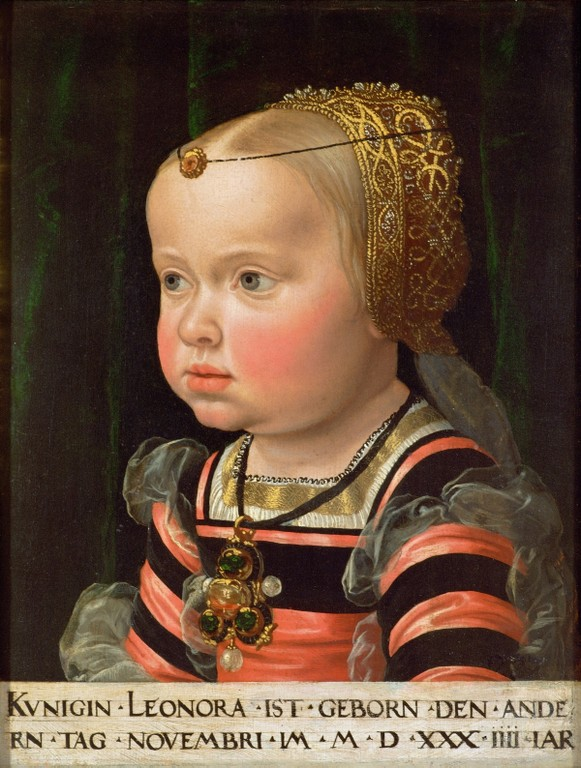
Портрет кисти Зайзенеггера (1536)

### Семья и ранние годы
Элеонора родилась в Вене 2 ноября 1534 года. Она была восьмым ребёнком и шестой дочерью в многодетной семье Фердинанда, эрцгерцога Австрии, короля Чехии и Германии, будущего императора Священной Римской империи под именем Фердинанда I, и Анны Богемской и Венгерской из дома Ягеллонов. По линии отца приходилась внучкой Филиппу IV, герцогу Бургундии и королю Кастилии под именем Филиппа I, и королеве Хуане I, вошедшей в историю под прозванием Безумная. По линии матери она была внучкой Владислава II, короля Чехии и Венгрии, и Анны де Фуа из дома Фуа-Грайи, состоявшей в родстве с королями Наварры и Арагона.
Элеонора была воспитана в католическом вероисповедании. Духовниками эрцгерцогини были иезуиты. Она отказалась выйти замуж за Кристиана III, короля Дании, и Иоганна Фридриха II, курфюрста Саксонии, которые исповедовали лютеранство. Элеонора чувствовала призвание к жизни, посвященной Богу. В Инсбруке со своими сёстрами эрцгерцогиня открыла приют для бедняков и лично участвовала в раздаче милостыни.

### Брак и потомство
Элеонора хотела принять постриг и стать монахиней, однако уступила воле отца и согласилась сочетаться браком с Гульельмо I (24.4.1538 — 14.8.1587), герцогом Мантуи и маркграфом Монферрато. Таким образом, будущий супруг эрцгерцогини рассчитывал на поддержку со стороны империи своего правления в маркграфстве Монферрато. Церемония бракосочетания состоялась в Мантуе 26 апреля 1561 года. Свадебные торжества длились почти неделю и сопровождались погромом и поджогом домов евреев в городе. Во время пожара сгорел дворец Раджоне, в котором находился архив герцогства.
Несмотря на то что невеста была немного стара для первого брака, а жених имел деформированный позвоночник, брак оказался благополучным. В семье Гульельмо I и Элеоноры родились трое детей:
- Винченцо (21.9.1562 — 18.2.1612), герцог Мантуи и герцог Монферрато под именем Винченцо I, сочетался первым браком 2 марта 1581 года с принцессой Маргаритой Пармской (7.11.1567 — 13.4.1643) из дома Фарнезе, развёлся 26 мая 1583 года, сочетался вторым браком 29 апреля 1584 года с принцессой Элеонорой Тосканской (28.2.1567 — 9.9.1611) из дома Медичи;
- Маргарита Барбара (27.5.1564 — 6.1.1618), принцесса Мантуанская и Монферратская, 24 февраля 1579 года сочеталась браком с Альфонсо II (22.11.1533 — 27.10.1597), герцогом Феррары, Модены и Реджо из дома Эсте;
- Анна Катерина (17.1.1566 — 3.8.1621), принцесса Мантуанская и Монферратская, 14 мая 1582 года сочеталась браком с Фердинандом II (14.6.1529 — 24.1.1595), эрцгерцогом Австрии и графом Тироля из дома Габсбургов; 1 июля 1611 года приняла постриг в монастыре сервиток в Мантуе и взяла новое имя Анны Юлианы[2][8][9].

### Герцогиня
Выйдя замуж, Элеонора продолжила благочестивую жизнь, какую до этого вела на родине. Она осталась немкой среди итальянцев. За время брака герцогиня навещала родственников в Инсбруке и принимала их у себя в Мантуе. В ноябре 1565 года у неё гостили сёстры Иоганна, великая герцогиня Тосканская, и Барбара, герцогиня Феррарская и Моденская. На свадьбе последней она присутствовала вместе с мужем.

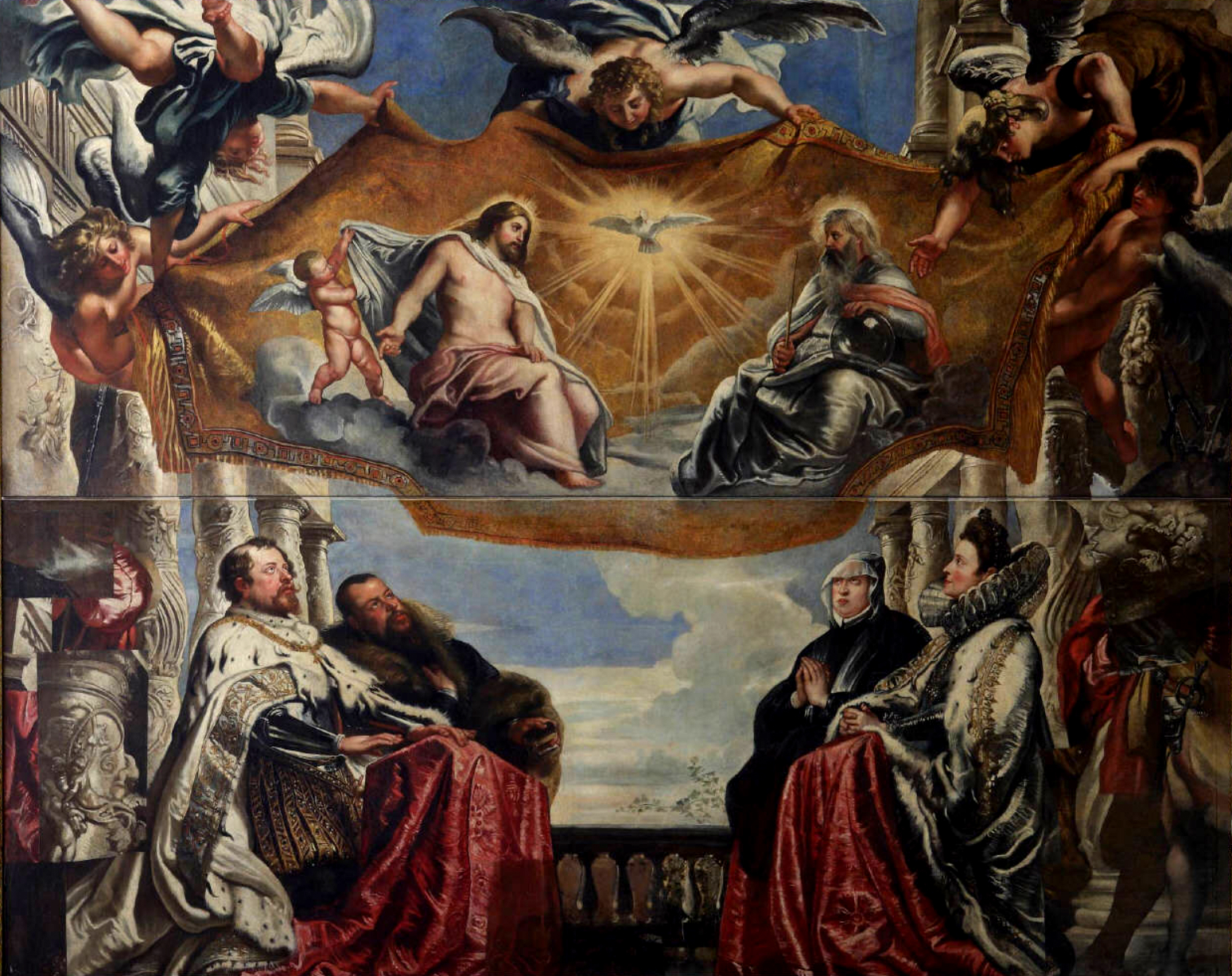
П. П. Рубенс «Семья Гонзага поклоняется Троице» (1604/05) (Элеонора в белой вуали и чёрном одеянии)

В благодарность Элеоноре за первенца Гульельмо I построил дворцовую базилику Святой Варвары в Мантуе, клиру которой герцогиня определила ежегодное щедрое содержание. В 1572 году папа римский Григорий XIII позволил ей частное служение мессы на немецком языке, что в то время было исключительной привилегией. С самого начала супружеской жизни и в течение последующих двадцати лет герцогиня настойчиво просила мужа позволить иезуитам вернуться в герцогство Мантуанское, и герцог наконец уступил её просьбам.
Элеонора продолжила заниматься делами милосердия и в Мантуе. Здесь ею была открыта школа для девочек из бедных семей и приют для прокажённых при церкви Святого Стефана. В 1576 году она основала организацию, которая оказывала помощь молодым обездоленным женщинам. В 1581 году благоустроила монастырь и церковь Святой Марии Магдалины. Герцогиня материально поддержала Торквато Тассо, когда у того сгорел дом. Несмотря на покровительство, оказываемое ею поэту, сама Элеонора читала исключительно духовную литературу. Её любимыми авторами были Фома Кемпийский и Ландольф Картузианец.
После смерти в 1566 году Маргариты Монферратской, свекрови Элеоноры, в унаследованном её мужем маркграфстве Монферрато начались волнения с целью добиться независимости феода от дома Гонзага. В 1567 году Гульельмо I послал супругу в столицу маркграфства — город Казале, чтобы она договорилась о мире с представителями местных сословий. В Казале, узнав, что на герцога готовится покушение, герцогиня предупредила мужа, чем спасла ему жизнь. В 1568 году Элеонора убедила Гульельмо I в необходимости полового воздержания, после чего оба супруга вели целомудренный образ жизни. В 1573 году вслед за мужем она стала первой герцогиней Монферрато.
В 1575—1577 годах, когда в Мантуе свирепствовала чума, Элеонора с дочерьми жила в Ревере; сына-наследника поселили отдельно от них в Каннето. Она вернулась в столицу герцогства за год до свадьбы старшей дочери, в замужестве ставшей герцогиней Феррарской и Моденской. Через четыре года после этого вышла замуж и младшая дочь герцогини, в замужестве ставшая эрцгерцогиней Австрийской и графиней Тирольской. Особенное беспокойство у Элеоноры вызывал ветреный образ жизни её единственного сына. Она не поддержала его намерение сочетаться браком с кузиной, дочерью великого герцога Тосканы, оскорбившего память покойной сестры Элеоноры поспешным вторым браком на своей любовнице. Но, несмотря на это, после свадьбы относилась к невестке, которая к тому же приходилась ей племянницей, с большим вниманием и заботой. Герцогиня оказалась не только хорошей матерью, но и любящей бабушкой.

### Поздние годы
В 1587 году Элеонора ко всем своим титулам добавила титул урождённой эрцгерцогини Австрийской. И в том же году, после смерти супруга, принесла публичный обет целомудрия. Вдовствующая герцогиня стала носить под одеждой власяницу, держала строгие посты, усугубила покаяние, в том числе занималась самобичеванием. Она продолжала основывать и содержать многочисленные благотворительные учреждения. Одним из сподвижников Элеоноры был кардинал Карло Борромео, с которым она познакомилась ещё в 1582 году.
В 1590 году на обратной дороге из Инсбрука, где Элеонора гостила у младшей дочери, она заболела лихорадкой. Несмотря на ухудшение здоровья, вдовствующая герцогиня собиралась совершить паломничество в Лорето. Элеонора Австрийская умерла во дворце Порто в Мантуе 5 августа 1594 года. Согласно завещанию, останки покойной не были бальзамированы. Её похоронили 8 августа у главного алтаря в иезуитской церкви Святейшей Троицы в Мантуе при большом стечении народа. Торжественная панихида для членов дома Гонзага, на которой эпитафии прочитали иезуиты Антонио Поссевино и Лудовико Кремаски, состоялась в начале октября того же года в базилике Святого Андрея. В 1855 году останки Элеоноры перезахоронили в соборе Святого Петра в Мантуе.

## В культуре
Сохранились несколько прижизненных портретов Элеоноры Австрийской. На детском портрете 1536 года кисти Якоба Зайзенеггера в Музее истории искусств в Вене стоит надпись, где она названа королевой, ввиду планировавшегося замужества эрцгерцогини на короле Дании. В том же музее хранится портрет Элеоноры, герцогини Мантуанской, кисти неизвестного, датируемый 1555 годом. Известны ещё три портрета молодой герцогини кисти неизвестных, один из которых находится в собрании замка Амбрас. На картине «Семья Гонзага поклоняется Троице» кисти Питера Пауля Рубенса она изображена вместе с мужем, сыном и невесткой; полотно хранится в герцогском дворце в Мантуе.